# Departament krakowski
Departament krakowski, departament Księstwa Warszawskiego istniejący w latach 1810–1815 ze stolicą w Krakowie. 

## Historia
Departament został utworzony dekretem królewskim z dnia 24 lutego 1810 r. z części Nowej Galicji przyłączonej do Księstwa Warszawskiego oraz z części Nowego Śląska (powiaty pilicki i lelowski wyłączone z departamentu kaliskiego). 17 kwietnia 1810 r. został podzielony na powiaty i zgromadzenia gminne. W 1816 został podzielony na 3 części: województwo krakowskie Królestwa Polskiego ze stolicą w Miechowie, a następnie Kielcach, z Krakowa z okręgiem powstało Wolne Miasto Kraków, a część południową włączono do Austrii. 
Departament dzielił się na 11 powiatów: 
1. powiat hebdowski
2. powiat jędrzejowski
3. powiat krakowski
4. powiat krzeszowicki
5. powiat miechowski
6. powiat olkuski
7. powiat skalmierski
8. powiat stopnicki
9. powiat szydłowski
10. powiat pilicki (przyłączony z departamentu kaliskiego)
11. powiat lelowski z siedzibą w Żarkach (przyłączony z departamentu kaliskiego)

Na czele stał prefekt. Jego organem był wydawany od 1 czerwca 1812 roku „Dziennik Departamentowy Krakowski”.
Zgodnie z konstytucją Księstwa Warszawskiego (artykuł 65) przy każdym prefekcie funkcjonowała Rada Interesów Spornych oraz Rada Departamentowa. 

## Prefekci
- Henryk Lubomirski (od 17 kwietnia do 15 września 1810). Nie objął obowiązków[3].
- Stanisław Wodzicki (1810–do grudnia 1814). W okresie od 26 maja do sierpnia 1813 przebywał na urlopie. Zastępował go Kacper Wielogłowski (formalnie radca prefektury), który od lutego 1814 pełnił funkcję faktycznego prefekta[3].